# 茂理佳弘
茂理 佳弘（もり よしひろ、1931年3月8日 - ）は、日本の経営者。西松屋チェーン社長、会長を務めた。

## 経歴
兵庫県出身。1953年に神戸商科大学を卒業し、1956年に西松屋を設立し、社長に就任。2000年5月に会長に就任し、2003年5月には名誉会長に就任。